# Stadsbussarna i Karlskrona
Stadsbussarna i Karlskrona körs av Connect Bus AB. Blekingetrafiken är beställare av trafiken. Bussflottan består utav fyra olika modeller av märket BYD och två modeller av märket Setra. Från 2006-2014 samt 2014-2025 hade Bergkvara hand om Blekingetrafikens busstrafik, och även då Karlskronas stadslinjer. 
Samtliga stadsbussar är anpassade för personer med rörelsehinder där minst två av dörrarna har lågt golv, utan trappsteg. Alla bussar har även minst en plats för barnvagn, rollator eller rullstol ombord. Dessutom är bussarna utrustade med utvändigt linje- och destinationsutrop och invändigt med hållplatsutrop. Många av hållplatserna är också tillgänglighetsanpassade (bänk, hög kantsten, kontrastmarkering och taktila plattor).
Totalt finns det 15 stadslinjer i Karlskrona, varav 10 är ordinarie linjer och övriga 5 är så kallade snabbussar.
Snabbussarna är anpassade för skol- och pendlingstider på morgonen och eftermiddagen. De kör i 20-minuterstrafik, 6 gånger på morgonen och 9 gånger på eftermiddagen (med undantag för snabbuss 4 och 6 som har färre avgångar).

## Linjenätet[3]

### Ordinarie linjer
| Linje | Sträckning                              | Turtäthet (högtrafik)                          |
| ----- | --------------------------------------- | ---------------------------------------------- |
| 1     | Lyckeby - Kungsmarken - Trossö - Saltö  | var 10:e minut                                 |
| 2     | Jämjö - Lyckeby - Centrum               | var 20:e minut                                 |
| 3     | Bastasjö - Centrum                      | var 10:e / 20:e minut (beroende på delsträcka) |
| 4     | Rödeby - Centrum                        | var 20:e minut                                 |
| 5     | Nättraby - NKT Arena - Centrum          | var 20:e minut                                 |
| 6     | Verkö - Lyckeby - Centrum               | var 20:e minut                                 |
| 7     | Långö - Centrum                         | var 30:e minut                                 |
| 8     | Hästö - Centrum                         | var 30:e minut                                 |
| 9     | Bergåsa station - Sjukhuset huvudentrén | var 5:e minut                                  |
| 12    | Gullberna - Amiralen - NKT Arena        | oregelbunden trafik                            |

### Snabbussar
| Linje | Sträckning                       | Turtäthet                                          |
| ----- | -------------------------------- | -------------------------------------------------- |
| 2     | Jämjö - Trossö                   | var 20:e minut                                     |
| 3     | Bastasjö - Trossö                | var 20:e minut                                     |
| 4     | Rödeby - Trossö                  | var 20:e minut                                     |
| 5     | Skillingenäs - Nättraby - Trossö | var 20:e minut                                     |
| 6     | Verkö - Trossö                   | varierar beroende på tid, riktning samt sträckning |